# Democratisch tekort

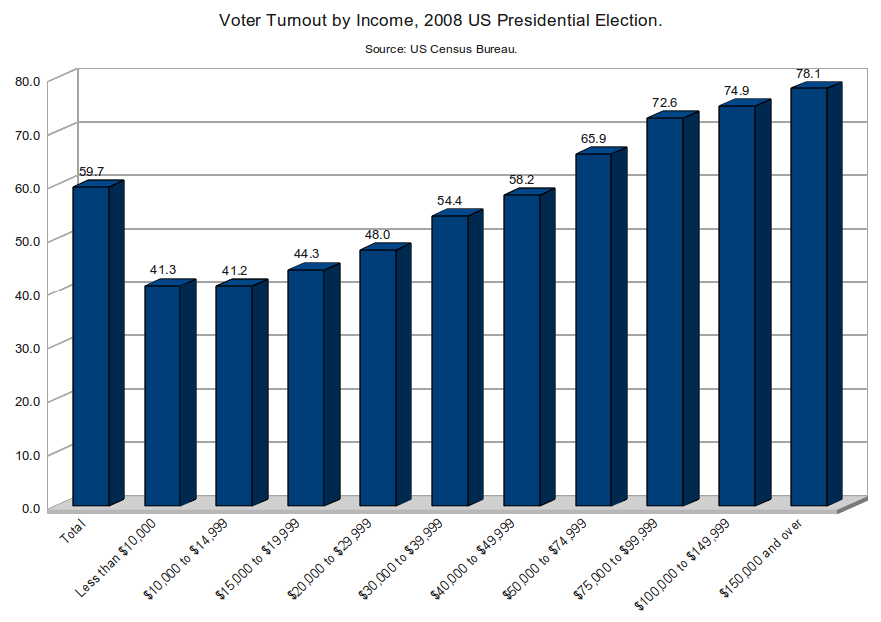
Opkomst bij de Amerikaans presidentsverkiezingen van 2008 volgens inkomen

Een democratisch tekort of democratisch deficit ontstaat wanneer ogenschijnlijk democratische organisaties of instellingen in feite tekortschieten bij de vervulling van wat ze verondersteld worden te doen voor (het respecteren van) de beginselen van de democratie. Voorbeelden zijn de aanwezigheid van kiesdrempels, bijzondere meerderheden, een grote invloed van lobbygroepen, het onvoldoende doorwegen van de stem van het parlement in beslissingen of het niet voldoende rekening houden met de uitslag van een referendum en het gebrek aan evenredige & lege zetelvertegenwoordiging. Zelfs het bestaan van ongrondwettige voordrachthandtekeningen ter deelname bij verkiezingen.
Het begrip democratic deficit wordt verondersteld voor het eerst te zijn gebruikt door de Jonge Europese Federalisten in hun Manifesto in 1977.

## België
In België verwijst de term vaak naar de vele taalgrendels die er zitten op de Grondwet. Zo bepaalt de Grondwet dat bepaalde materies slechts kunnen geregeld worden bij bijzondere wet (grendelgrondwet). Daarnaast bestaat ook de alarmbelprocedure, die bedoeld is om te verhinderen dat één taalgroep eenzijdig een wetsvoorstel kan doordrukken. Ook moet er pariteit zijn in de ministerraad. Deze vele grendels zorgen er volgens sommige auteurs voor dat de Franstalige minderheid een de facto vetorecht heeft.

## Koninkrijk der Nederlanden
Met het democratisch tekort wordt specifiek binnen het Koninkrijk der Nederlanden gedoeld op het ontbreken van een parlementaire werking op koninkrijksniveau. Hierdoor zouden de standpunten over koninkrijksaangelegenheden van niet alleen Nederland (als koninkrijksland) maar met name die vanuit de drie andere Caribische landen binnen het koninkrijk (Aruba, Curaçao en Sint Maarten) onvoldoende aan bod komen.

## Europese Unie
De instellingen van de Europese Unie wordt menigmaal een gebrek aan democratische legitimiteit verweten. In het verleden focuste de term democratisch tekort in de Europese Unie vooral op het feit dat het Europees Parlement te weinig macht had. Zo werd er in het verleden nationale soevereiniteit overgedragen naar de Europese Unie, maar deze soevereiniteit werd overgedragen naar de ministers, die achter gesloten deuren in de Raad beslissen. Het Europees Parlement had enkel een raadgevende rol.
Sinds het Verdrag van Lissabon (2007) is een deel van dit tekort echter opgelost door invoering van medewetgevende bevoegdheden: wetten goedkeuren gebeurt via codecisie van het Europese Parlement en de Raad. Ook voorziet het Verdrag van Lissabon in de invoering van een Europees burgerinitiatief. Een dergelijk initiatief bestaat uit een petitie die is ondertekend door ten minste één miljoen EU-burgers, en roept de Europese Commissie op een wetsvoorstel te publiceren over een bepaald onderwerp. Ook de invoering destijds van rechtstreekse verkiezingen van de leden van het Europees Parlement in 1979 was een stap in het wegnemen van een democratisch tekort in de Europese Unie.
Zorgen over een democratisch tekort in de Europese Unie richten zich nu meer op bijvoorbeeld de relatief lage opkomst bij de Europese parlementsverkiezingen (in vergelijking met de nationale parlementen, zij het niet in vergelijking met het Amerikaanse Huis van Afgevaardigden) en de kloof tussen politici en de algemene bevolking door de vaak erg complexe werking van de Europese Unie.
Een ander probleem is bijvoorbeeld dat kiezers bij de Europese parlementsverkiezingen meer stemmen op basis van nationale onderwerpen en dat de verkiezingen meer gebruikt worden door de kiezers om hun regering in het midden van hun termijn af te straffen. Een ander probleem is dat er onvoldoende een Europese publieke opinie/ Europese publieke sfeer is die Europese politici wegstemt of beloont. Een laatste probleem is de grote invloed van lobbygroepen op de Europese instellingen.

## Verenigde Staten
Een studie van de Universiteit van Colombia concludeerde dat het beleid in Amerikaanse staten maar in de helft van de gevallen overeenkwam met de meerderheid. De grootste oorzaken van een democratisch deficit zijn volgens de studie invloeden van wetgevende professionalisering, termijnlimieten en allianties over bepaalde issues. De grote verschillen in opkomst tijdens de verkiezingen voor verschillende inkomensgroepen wordt ook als een probleem gezien voor de werking van de democratie. Amerikaans professor constitutioneel recht Sanford Levinson argumenteert dat naast het feit dat campagnefinanciering en gerrymandering als serieuze problemen worden gezien voor de democratie, een van de diepere oorzaken van het Amerikaanse democratisch tekort in de Amerikaanse grondwet zelf ligt, bijvoorbeeld dat er een gebrek aan vertegenwoordiging in de Amerikaanse Senaat voor dichtbevolkte staten zoals Californië.